# Phương Điện Vinh
Phương Điện Vinh (tiếng Trung: 方殿荣; sinh năm 1949) là Trung tướng Không quân Quân Giải phóng Nhân dân Trung Quốc (PLAAF). Ông từng giữ chức vụ Phó Tư lệnh Quân khu Thành Đô kiêm Tư lệnh Không quân trực thuộc Quân khu Thành Đô từ năm 2003 đến năm 2013.

## Thân thế và binh nghiệp
Phương Điện Vinh năm 1949 tại Mục Lăng, tỉnh Hắc Long Giang. Ông gia nhập Không quân Quân Giải phóng Nhân dân Trung Quốc (PLAAF) tháng 7 năm 1966 và tốt nghiệp Trường hàng không 7 Không quân. Bắt đầu từ tháng 3 năm 1969, ông là một phi công thuộc Sư đoàn 18 Không quân, kinh qua các chức vụ Trung đội trưởng, Đại đội trưởng, Sư đoàn trưởng Sư đoàn 42 Lực lượng hàng không, Không quân Trung Quốc.
Tháng 2 năm 1993, Phương Điện Vinh được bổ nhiệm làm Phó Tư lệnh Quân đoàn 7 Không quân. Tháng 4 năm 1996, ông được điều động giữ chức Tư lệnh Quân đoàn 9 Không quân.
Tháng 7 năm 1996, Phương Điện Vinh được phong quân hàm Thiếu tướng Không quân. Tháng 6 năm 2000, Phương Điện Vinh được bổ nhiệm làm Phó Tư lệnh Không quân Quân khu Thành Đô kiêm Tham mưu trưởng Không quân thuộc Quân khu Thành Đô.
Tháng 7 năm 2003, Phương Điện Vinh được bổ nhiệm giữ chức vụ Phó Tư lệnh Quân khu Thành Đô, Ủy viên Thường vụ Đảng ủy Quân khu kiêm Phó bí thư Đảng ủy, Tư lệnh Không quân trực thuộc Quân khu Thành Đô. Tháng 7 năm 2004, Phương Điện Vinh được thăng quân hàm Trung tướng Không quân.
Tháng 1 năm 2013, Phương Điện Vinh được miễn nhiệm chức vụ Tư lệnh Không quân Quân khu Thành Đô, kế nhiệm ông là Chiến Hậu Thuận.